# Колемасова, Анастасия Дмитриевна
Анастасия Дмитриевна Колемасова (23 ноября 1923 — 13 мая 2012) — передовик советского сельского хозяйства, звеньевая Земетчинского свеклосовхоза Министерства пищевой промышленности СССР, Земетчинский район Пензенской области, Герой Социалистического Труда (1948).

## Биография
Родилась в 1923 году в селе Верхняя Матчерка, Земетчинского района Пензенской области.
Образование начальное. Работать начала рано. В 1941 году пришла работать в свеклосовхоз Земетчинского сахарного завода. Трудилась рабочей, свинаркой, звеньевой. Везде работала охотно и показывала своё трудолюбие. В 1947 году её звено получило высокий урожай ржи 43,42 центнера с гектара на площади 9 гектаров.    
Указом Президиума Верховного Совета СССР от 18 мая 1948 года за получение высоких показателей в сельском хозяйстве и рекордные урожаи зерновых Анастасии Дмитриевне Колемасовой было присвоено звание Героя Социалистического Труда с вручением ордена Ленина и медали «Серп и Молот».   
После реорганизации совхоза перешла работать в другой совхоз имени Урицкого Земетчинского района. Позже вышла на пенсию.  
Проживала в селе Метчерка. Умерла 13 мая 2012 года. Похоронена на сельском кладбище. 

## Награды
За трудовые успехи была удостоена:
- золотая звезда «Серп и Молот» (18.05.1948)
- орден Ленина (18.05.1948)
- Орден Трудового Красного Знамени (08.04.1971)
- другие медали.